# Триполітанія
Триполіта́нія (від лат. Tripolitana; араб. طرابلس, Ṭarābulus; бербер. Ṭrables)— історичний регіон Північної Африки; північно-західна область Лівії, її колишня провінція. Найбільше місто — Триполі. Площа — близько 353 тисяч км². Населення — понад 3,6 млн осіб (2006); густота населення — 10 осіб/км².

## Назва
Назва «Триполітанія» походить від латинського слова «Триполітана» (лат. Tripolitana). Воно є перекладом грецького «Триполіс» (грец. Τρίπολις, «Тримістя»). В античні часи греки позначали цим словом область трьох північно-африканських міст Оеи (сучасне Триполі), Сабрати і Великого Лептіса.
Арабська назва регіону — «Тарабулус», переінакшена латинська назва.

## Опис
Тут розвинена прибережна рівнина Джефара, де розташовані декілька районів зрошуваних сільськогосподарських угідь. Однак навіть ця найсприятливіша для життя і господарської діяльності частина Лівії являє собою посушливу піщану рівнину з бідною рослинністю. Південніше підіймаються вапнякові горби і гори з висотами до 760 м, місцями порослі чагарником.
Тут випадає достатня кількість осадів для розвитку землеробства; маслини, інжир і ячмінь можна вирощувати без поливу.
Далі на південь гори знижуються і змінюються пустельним плато Хамра, складеним червоними пісковиками. У північній його частині кочові племена займаються скотарством.
На сході плато переходить в гори Ес-Сода («чорні гори»).

## Історія

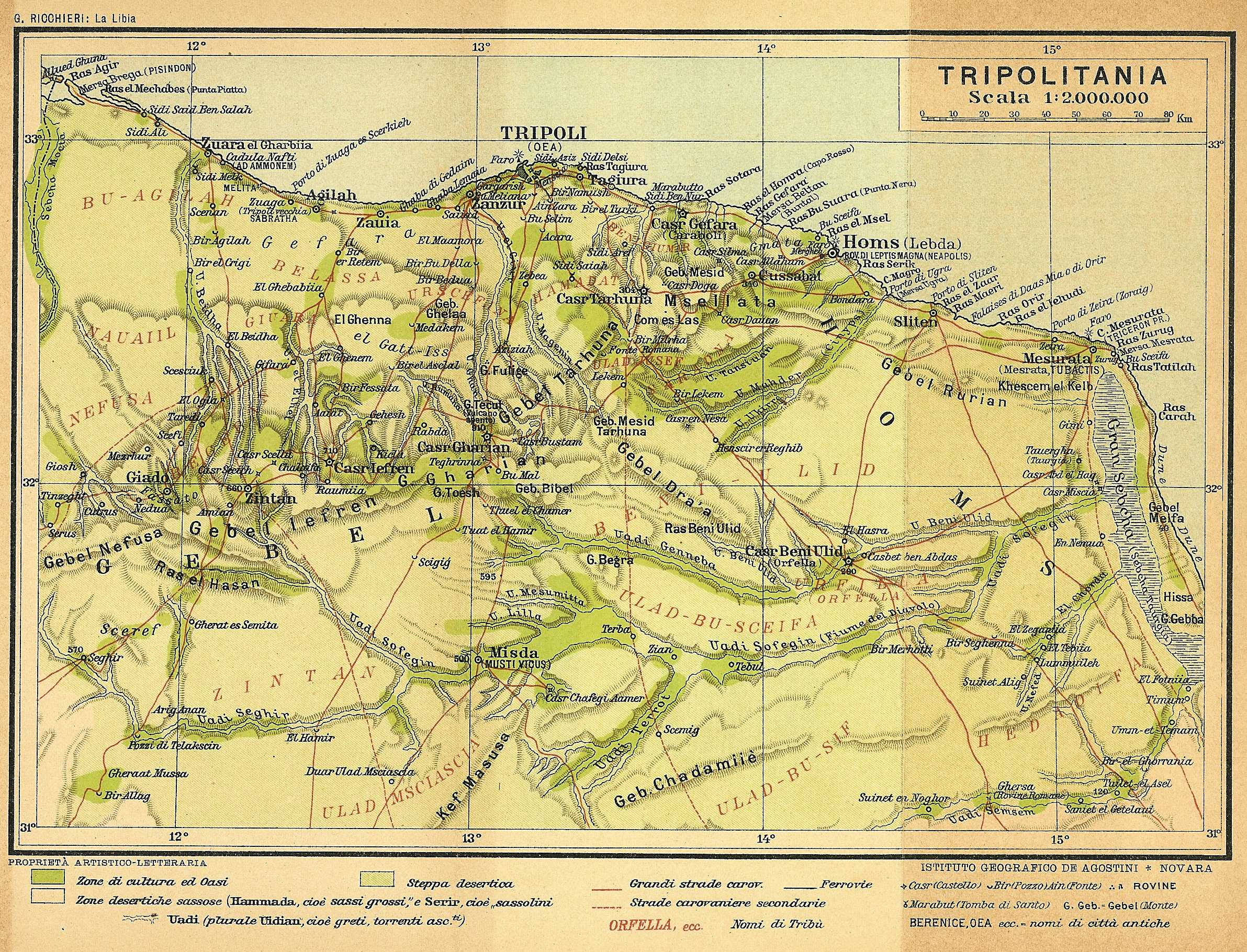
Триполітанія

### Античність
- 7 ст. до н. е. — заснування фінікійцями міста Оеа (сучасне Триполі)
- 6 ст. до н. е. — захоплена грецькими правителями Киренаїки.
- 5 ст. до н. е. — відвойована фінікійцями Карфагену.
- 146 до н.е. — 435: у складі Римської імперії; входила до Африканської провінції.

### Середньовіччя. Новий час
- 435—530: у складі вандальського Африканського королівства.
- 530—643: у складі Візантійської (Східноримської) імперії.
- 643—661: у складі Арабського халіфату.
- 661—750: у складі арабського Омеядського халіфату.
- 750—1146: у складі арабського Аббасидського халіфату.
- 1146—1158: у складі норманського Сицилійського королівства.
- 1158—1229: у складі берберського Альмохадського халіфату.
- 1229—1553: у складі берберського Туніського султанату.
- 1553–1912: у складі Османської імперії; спочатку становила Триполітанський еялет (до 1864), згодом — Триполітанський віялет. У 1711—1835 рр. керувалася османськими пашами з династії Караманлі, що фактично перетворили край на незалежну політію. Втрачена внаслідок італійсько-османської війни (1911—1912).

### Новітній період
- 1911—1918: у складі Італійського королівства; становила окрему автономну область. Втрачена внаслідок Першої Світової війни.
- 1918—1923: у складі арабської Триполітанської Республіки, що проголосила незалежність від Італії (формально визнана 1919 року на Паризькій мирній конференції; це було перше офіційне визнання республіканської форми правління в арабському світі).
- 1923—1942: у складі Італійського королівства; спочатку становила окрему колонію, Італійську Триполітанію (1927.7.26—1934.12.3), згодом приєднана до Італійської Лівії. 1947 р. Італія офіційно зреклася своїх претензій на Триполітанію.
- 1942—1951: у складі Великої Британії; керувалася британською військовою адміністрацією, що також контролювала Киренаїку.
- 1951—1969: у складі Лівійського королівства; спочатку становила окрему Триполітанську провінцію (до 1963), згодом поділена на губернії: Триполійська (Тарабулуську), Хомську, Завійську, Джабал-аль-Гарбі, Місратську.
- 1969—1977: у складі Лівійської Арабської Республіки.
- 1977—2011: у складі Лівійської Арабської Джамахірії.
- з 2011: у складі Лівійської Республіки.

### Галерея

Прапор Триполітанії (1771)
Прапор Триполітанії (1800-ті)
Прапор Триполітанського віялету (1864—1912)
Прапор Триполітанської республіки (1918—1923)
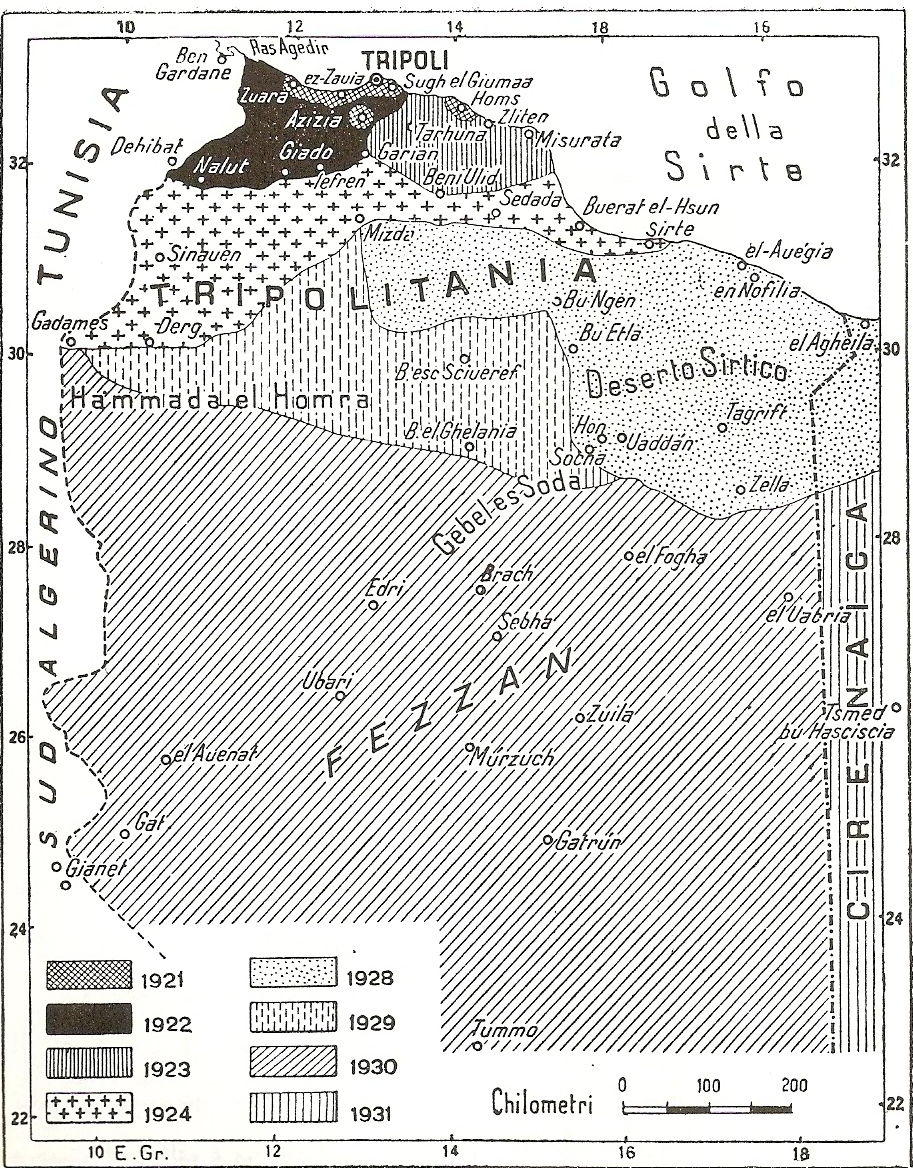
Італійське завоювання (1921—1931)
Герб Італійської Триполітанії (1930—1947)
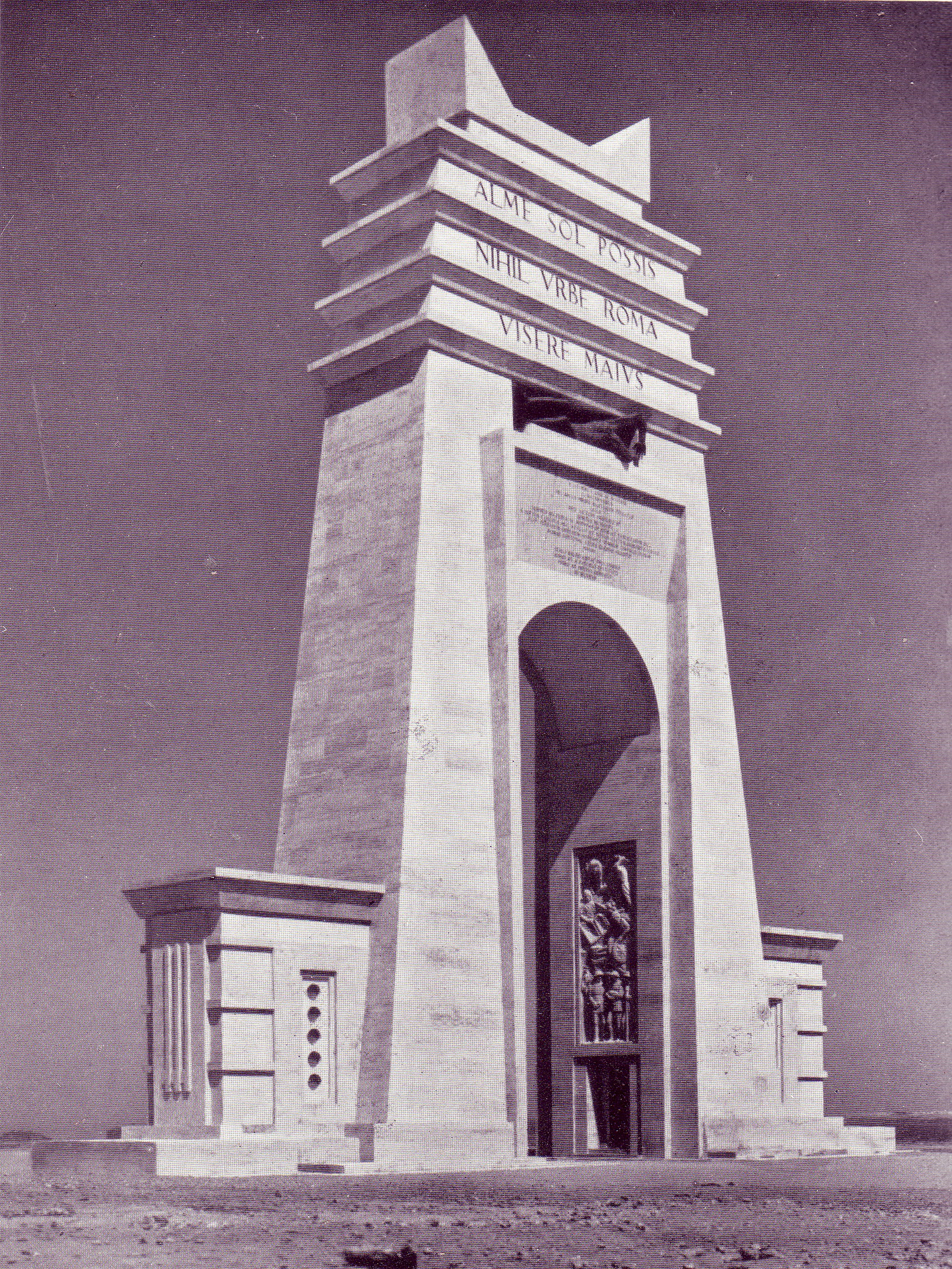
Тріумфальна арка (1937)

## Адміністративний поділ
Станом на 2007 рік землі Триполітанії у складі Лівійської Республіки були розподілені між такими муніципалітетами:
| Назва                | №  | Карта | Карта |
| -------------------- | -- | ----- | ----- |
| Сирт                 | 8  |       |       |
| Місурата             | 9  |       |       |
| Ель-Марґаб           | 10 |       |       |
| Тарабулус            | 11 |       |       |
| Ель-Джифара          | 12 |       |       |
| Ез-Завія             | 13 |       |       |
| Ен-Нуґат ель-Хумс    | 14 |       |       |
| Ель-Джабал-ель-Ґарбі | 15 |       |       |
| Налут                | 16 |       |       |

## Населення
Триполітанія — найбільш заселений регіон Лівії. Протягом 2-ї половини ХХ ст. населення регіону становило близько 65 % від населення усієї країни. Більшість сучасних мешканців Триполітанії є нащадками берберів та арабів. Бербери компактно проживають у горах Нафуса, місті Зуара та узбережжі, а також в місті-оазі Гадамес.
| Ріе  | Населення | % від лівійського населення |
| ---- | --------- | --------------------------- |
| 1954 | 738,338   | 67.8                        |
| 1964 | 1,034,089 | 66.1                        |
| 1973 | 1,459,874 | 64.9                        |
| 1984 | 2,390,039 | 65.7                        |
| 1995 | 3,185,458 | 66.4                        |
| 2006 | 3,601,853 | 63.3                        |

Джерело: Переписи населення 1964, 1973, 1995, 2006.